# Fabianesimo

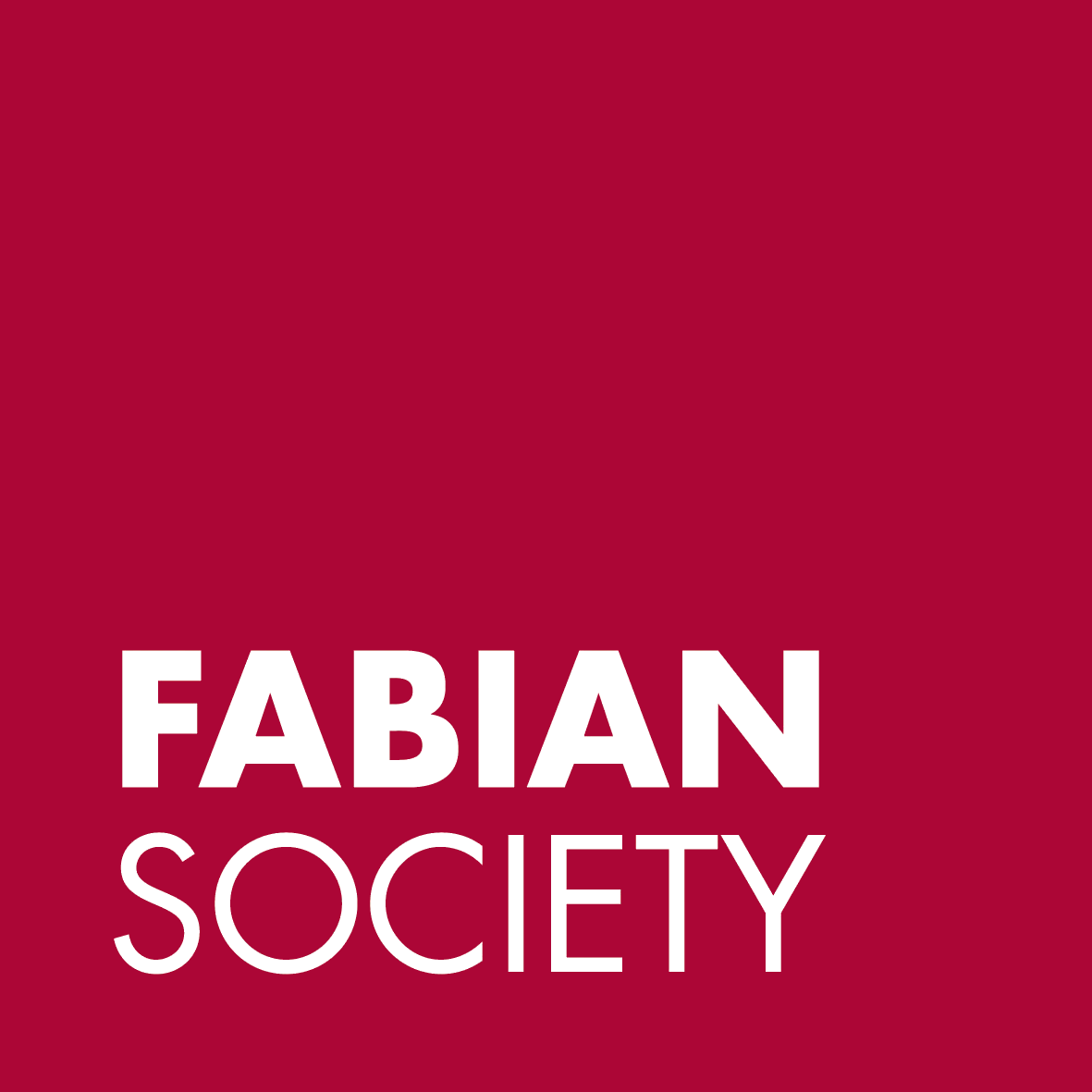
Logo della Fabian Society

Il fabianesimo (detto anche fabianismo) è un movimento politico e sociale britannico di ispirazione socialdemocratica. Il movimento fa capo alla Fabian Society, un'associazione istituita a Londra nel 1884 con lo scopo di elevare le classi lavoratrici per renderle idonee ad assumere il controllo dei mezzi di produzione.

## Generalità
La Società fabiana, o Fabian Society in lingua inglese, nacque nel 1884 a Londra con l’obiettivo di mettere in pratica le teorie del filosofo Thomas Davidson. Questi sosteneva che il progresso sociale dipendesse dalla rigenerazione individuale e che per portare il mondo verso un sistema di vita migliore occorresse che gruppi di individui si impegnassero a vivere un alto ideale di amore e fratellanza. Il fine dell’associazione era quindi quello di studiare quali fossero le condizioni per un’esistenza felice all'interno di un sistema di vita comunitario.
Tuttavia, i primi dodici membri della Società si mostrarono scettici verso le idee di Davidson e desiderarono un più preciso programma di riforme sociali. Pertanto, dichiararono di aver bisogno di tempo prima di enunciare una linea d’azione. Di qui, su proposta di Frank Podmore, co-fondatore del movimento, assunsero il nome di “Fabiani” per indicare il loro desiderio di esaminare i fatti più a fondo prima di agire. Il nome della Società deriva da quello del generale romano Quinto Fabio Massimo, detto il Temporeggiatore, che evitava le battaglie campali per poi gradualmente logorare le forze nemiche, come si legge in uno dei primi opuscoli fabiani:
(Saggi fabiani, I)
Proprio il concetto di gradualismo è la chiave di volta del pensiero politico dei Fabiani, i quali credevano nel graduale affermarsi del socialismo, tramite riforme incipienti, a differenza del marxismo che predicava un cambiamento rivoluzionario. Tale principio però si affermò solo molto tempo dopo la fondazione della Società, grazie al contributo di Sidney Webb, altra figura illustre del Fabianesimo.

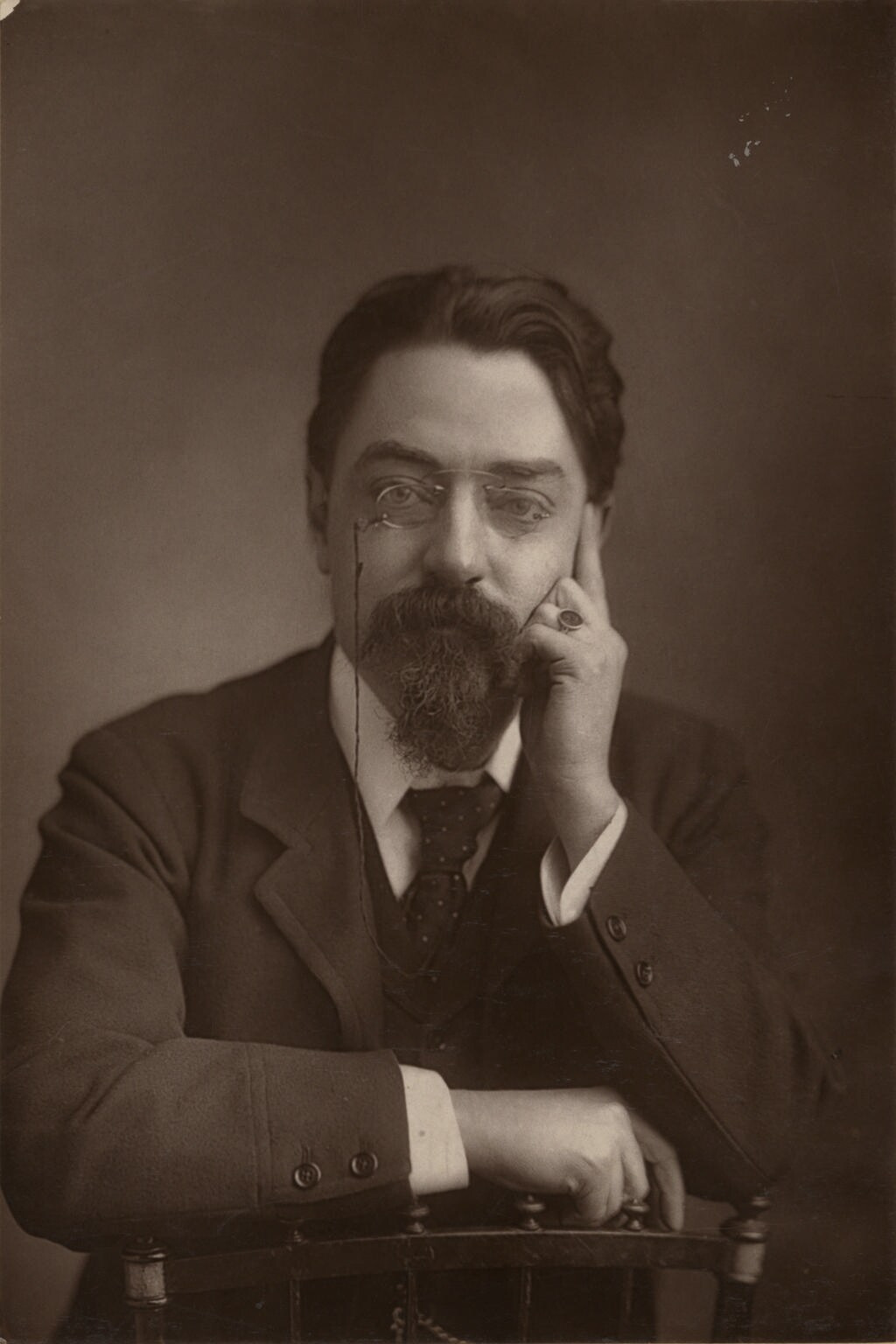
Sidney Webb

Oltre a Sidney Webb e sua moglie Beatrice Webb, tra i membri più eminenti della Fabian Society vi erano gli scrittori George Bernard Shaw, H. G. Wells, Annie Besant, Leonard Woolf e la coniuge Virginia Woolf; l'anarchica Charlotte Wilson, la femminista Emmeline Pankhurst, il sessuologo Havelock Ellis, il militante Edward Carpenter, il fisico Oliver Joseph Lodge, il politico Ramsay MacDonald. Per un periodo anche Bertrand Russell, John Maynard Keynes e George Orwell frequentarono i Fabiani.
Sebbene anche al suo apice, nel 1946, avesse solo 8.400 membri, il movimento ha svolto un ruolo importante all'interno della politica britannica. Il Fabianesimo era caratterizzato principalmente dal pragmatismo e rifiutava tanto le idee utopiche quanto la rivoluzione. Il suo concetto di socialismo, come quello di Saint-Simon, implicava il controllo sociale della proprietà attraverso uno Stato amministrato in modo efficace e imparziale da un governo di esperti illuminati. Pertanto, scopo principale del movimento era far sì che le istituzioni esistenti si evolvessero in senso socialista.
I Fabiani erano inoltre a favore di un'alternativa alla proprietà privata dei mezzi di produzione, per porre fine al disordine economico e agli abusi provocati dal capitalismo. Pretesero inoltre l'estensione delle cure sanitarie e l'istruzione gratuita per tutti i cittadini, come pure una normativa dettagliata delle condizioni di lavoro per porre fine alla piaga dello sfruttamento dei bambini e degli incidenti.
Accanto al gradualismo, un altro principio guida dei Fabiani consisteva nel fatto che essi preferirono esercitare una certa influenza, o meglio, permeare i partiti con idee socialiste, invece che formare il proprio partito politico o lavorare attraverso i sindacati. “Permeazione” significava infatti, per i Fabiani, aggregarsi a tutte le organizzazioni politiche in cui fosse possibile attuare un progetto di indirizzo socialista e influenzarle dal loro interno.
La Società fabiana, in particolare, permeò il Comitato di rappresentanza laburista separato, che divenne il Partito laburista nel 1906, e da allora la Società fu affiliata a tale partito, il quale nel 1922 divenne la seconda forza politica britannica, battendo i liberali. Il legame tra la Fabian Society e il Partito laburista è rimasto stretto durante la prima metà del XX secolo. In realtà, la maggior parte dei ministri del Lavoro che si sono avvicendati nei successivi governi erano o erano stati membri della Fabian Society.

## Origini del pensiero fabiano
Il Fabianesimo è il frutto di un’evoluzione storica del pensiero filosofico e politico britannico, che mette radici negli anni della Rivoluzione puritana del 1642. In quel periodo, infatti, vennero discussi i fondamenti dell’autorità religiosa e politica e cominciarono ad emergere nuovi ceti sociali e gruppi politici decisi ad ottenere un peso essenziale negli equilibri di potere. Tra questi si distinsero i Livellatori, che costituiscono l’antecedente storico-filosofico del socialismo britannico, nonché del Fabianesimo.
Secondo il laburista Tony Benn, in Arguments for Socialism, fonte di ispirazione per il pensiero fabiano furono proprio le tesi di quel partito politico, esposte durante i Dibattiti di Putney del 1647 nel manifesto Agreement of the People. Tali tesi, per la prima volta, proponevano come principi fondamentali di uno Stato la libertà e l’uguaglianza, che dovevano però convivere con la proprietà privata.
Da tali rivendicazioni prenderà forma nel corso del Settecento il partito radicale, che, nonostante la scarsa rappresentanza ai Comuni, svolse il ruolo di terza forza politica accanto ai Whig e ai Tory. La nota dominante di questo atteggiamento politico è d’altra parte l’avversione al privilegio, identificato nel monopolio del re e dell’aristocrazia terriera, nel vasto apparato clientelare della Camera dei Lord, della Chiesa Anglicana e delle compagnie commerciali. Tuttavia, negli anni della Rivoluzione francese, il partito subì una profonda crisi, dalla quale uscì totalmente rinnovato a livello ideologico grazie all’opera di grandi intellettuali come Jeremy Bentham, Tom Paine e William Godwin.
Bentham, sviluppò una filosofia giusnaturalista che faceva dei diritti naturali e inalienabili dell’uomo il presupposto della rivendicazione di una forma democratica di governo, facendo della rivoluzione lo strumento necessario per il perseguimento di tale rivendicazione.
Paine sosteneva la rivoluzione istituzionale, ma in termini decisamente meno agguerriti: più che una violenta presa di potere Paine preferiva che il popolo prendesse coscienza di quali fossero i diritti inalienabili dell’essere umano di modo che attraverso una conseguente azione popolare venissero recuperati tali diritti, negati dalla tirannia. Così facendo, tutti i membri della società sarebbero stati messi su un perfetto piede di parità.
Accanto all’opinione di Paine, si affermò l’ideale di una “società senza governo”, promosso da Godwin. Tutte le istituzioni sono infatti per Godwin “i grandi mali morali che ci sono al mondo”, di cui l’umanità potrà fare a meno in futuro. Inoltre, anche se giustificò la resistenza all’autorità in caso di oppressione, Godwin condannò la violenza rivoluzionaria e identificò le armi della critica come le sole capaci di indebolire le istituzioni.
Tuttavia, fu soprattutto la filosofia di Bentham ad influenzare notevolmente il pensiero del partito radicale. Le sue teorie cercarono, d'altronde, di adeguare il sistema legislativo inglese ai nuovi rapporti sociali delineatisi nel corso della Rivoluzione industriale. Egli, inoltre, mostrava avversione verso qualsiasi tipo di privilegio accordato dalla legge ai ceti più abbienti o verso interessi particolari, da lui stesso chiamati sinister interests. Bentham ritenne opportuno, dunque, rifondare la legislazione dello Stato secondo tre principi etici fondamentali: l’utilità, il benessere e la libertà individuali. In particolare, vedeva nell’utilità il criterio dell’azione morale, il benessere come il fine ultimo di ogni azione e la libertà il mezzo per perseguire tale fine. In questo modo, pervenne alla giustificazione dell'altruismo partendo da presupposti egoistici: "la maggiore felicità del maggior numero di individui". A Bentham risale la teoria, infatti, del calcolo sull’utilità immediata e futura delle proprie azioni e della conseguente estensione del piacere cosicché i piaceri ricercati dal singolo possano promuovere la felicità generale. La funzione della sua filosofia fu quindi duplice: da un lato critica, dall'altro orientativa per la condotta individuale: cerca di fornire gli strumenti adeguati per aiutare gli uomini a scegliere secondo la loro natura.
In politica tale pensiero tendeva ad identificarsi con una riforma parlamentare, che promuovesse una legislazione e un'amministrazione efficienti e trasparenti. Bentham e i suoi seguaci attribuirono così la massima importanza alla pubblicità degli atti di governo e alla diffusione dell'istruzione, da cui sarebbe derivato un progressivo aumento dell'interesse per la cosa pubblica e quindi un più efficace controllo dei governati sui governanti. Ne consegue che la dottrina utilitaristica di Bentham veniva incontro soprattutto alle aspirazioni dei ceti emergenti, e cioè ai massimi artefici e beneficiari del nuovo assetto industriale e commerciale dell'Inghilterra.
I Fabiani si proclamarono eredi di questa tradizione facente capo a Bentham, ma il pensatore che più di altri fu d’ispirazione primaria per loro fu John Stuart Mill. A livello politico, questi credeva che la società avesse bisogno di una rigenerazione morale piuttosto che di una riorganizzazione economica e, sulla scia di tutte le altre filosofie socialiste inglesi della prima metà dell’Ottocento, escludeva la componente rivoluzionaria violenta. Di qui, ideò una politica economica non-interventista, dove il "Laissez-faire" fa da regola generale di condotta in modo tale da garantire agli individui il frutto del lavoro: una via di mezzo tra il socialismo e il sistema della proprietà privata. Mill appare colui che vorrebbe credere nel socialismo, o almeno, in una versione conciliabile con il valore supremo della libertà individuale, ma non si sente in grado di superare i suoi dubbi, che però scompariranno del tutto con i suoi discepoli, i Fabiani, i quali, fedeli al gradualismo delle origini, mireranno a riprendere la sua idea del compromesso tra socialismo e proprietà privata, elaborando in maniera indipendente una loro soluzione per la questione sociale.

## Il fabianesimo maturo
I primi aderenti alla Società fabiana erano giovani borghesi, di buona formazione e impiegati in vari campi: dal giornalismo all'istruzione fino all'amministrazione statale. Erano per lo più intellettuali accomunati da un senso di insoddisfazione verso la propria esistenza e la società in generale. Per descrivere questo stato d'animo Beatrice Webb, una delle figure più importanti del Fabianesimo, usò l'espressione consciousness of sin (in italiano coscienza del peccato) al fine di indicare il progressivo manifestarsi della questione sociale agli occhi non solo delle classi più abbienti, ma soprattutto degli intellettuali dell'Inghilterra vittoriana. D'altra parte fu in quel periodo che la povertà cominciò ad essere considerata non più come una realtà di fatto, e per questo immutabile, ma come un problema vero e proprio da affrontare e risolvere. A pesare era, oltre le denunce sulle intollerabili condizioni di vita degli slums, l'impossibilità per un giovane della classe media di godere della propria condizione senza provare un senso di colpa. Ne consegue che argomento di discussione primario del neo movimento non era tanto il socialismo in sé quanto il tentativo di "concorrere alla ricostruzione della società in armonia con le più elevate possibilità morali".
Nel 1889 furono pubblicati i Saggi Fabiani, contenenti il programma della Fabian Society. Tuttavia, l’orientamento politico autentico dei Fabiani era emerso già qualche anno prima nell'opuscolo intitolato Facts for Socialists. L'opuscolo consiste in una raccolta di dati statistici e citazioni di economisti autorevoli, tra cui alcune di Mill stesso, tesa a dimostrare le disuguaglianze nella distribuzione del reddito nazionale e le gravi conseguenze che queste comportano a livello sociale come la povertà e la mortalità infantile. La soluzione proposta non è la rivoluzione alla francese. Anzi, si ripone una certa fiducia nelle amministrazioni, a partire da quelle locali, che gradualmente devono cercare di promuovere riforme di tendenza socialista a livello nazionale. A ciò si affianca anche il progetto di una politica nazionale di graduale soppressione della rendita in tutte le sue forme, nonché di un'imposizione fiscale differenziata. Allo stesso tempo, a prescindere dai contenuti, emerge nell'opuscolo anche lo stile della letteratura fabiana, tendente sempre a trasmettere un’apparente neutralità invece che una posizione ideologica vera e propria. Le risoluzioni dei vari problemi, infatti, appaiono sempre come naturali dal momento che, a monte, è stata presentata una serie di dati ufficiali, che descrivono in maniera oggettiva la realtà. La Società fabiana d’altronde non volle e non fece mai dichiarazioni espressamente politiche proprio perché la neutralità rappresentava la qualità che l'aveva distinta sin dai suoi esordi all'interno del panorama politico dell'epoca. Tuttavia, l'importanza di questo opuscolo dipende non solo dalle statistiche raccolte, ma anche dal tentativo di propagandare i principi socialisti attraverso citazioni tratte da fonti non socialiste, e di presentare il socialismo non come un movimento rivoluzionario mirante a sovvertire la società esistente, ma piuttosto come uno sviluppo logico e necessario di tendenze già operanti nel capitalismo stesso.
Nonostante ciò, i membri della Società avevano opinioni che riflettevano l'epoca in cui vivevano: i Fabiani più illustri avevano pregiudizi e opinioni razziste che non erano in linea con l'impegno della Società per l'uguaglianza di tutti. Anche le opinioni sul ruolo dell'Impero variavano tra i componenti: alcuni sostenevano una rapida decolonizzazione e altri vedevano l'Impero britannico come una forza potenzialmente progressista nel mondo. L'assenza di una linea comune portò anche a scontri ideologici tra i Fabiani.

## Declino
L'inizio delle divisioni interne arrivò con lo scoppio della Guerra Boera (1899-1902). Sebbene infatti molti Fabiani si dichiarassero contrari al momento della dichiarazione di guerra, alcuni si rivelarono favorevoli al conflitto. Solo dopo la fine dei combattimenti le due ali del movimento si rappacificarono.
Tuttavia, a metà degli anni trenta del Novecento, iniziò il declino della Fabian Society, motivato da una serie di fattori che includono le diverse posizioni per quanto riguarda l'esperienza dell'Unione Sovietica, in secondo luogo la perdita di influenza nel partito laburista, spiazzata da elementi provenienti dal sindacalismo e dalla classe operaia, e in terzo luogo l'adesione di molti suoi militanti all'Unione Britannica dei Fascisti di Oswald Mosley (un altro ex-fabianista). La Fabian Society continua comunque la sua attività fino a oggi, anche se senza il suo antico rilievo.

## Il fabianesimo contemporaneo

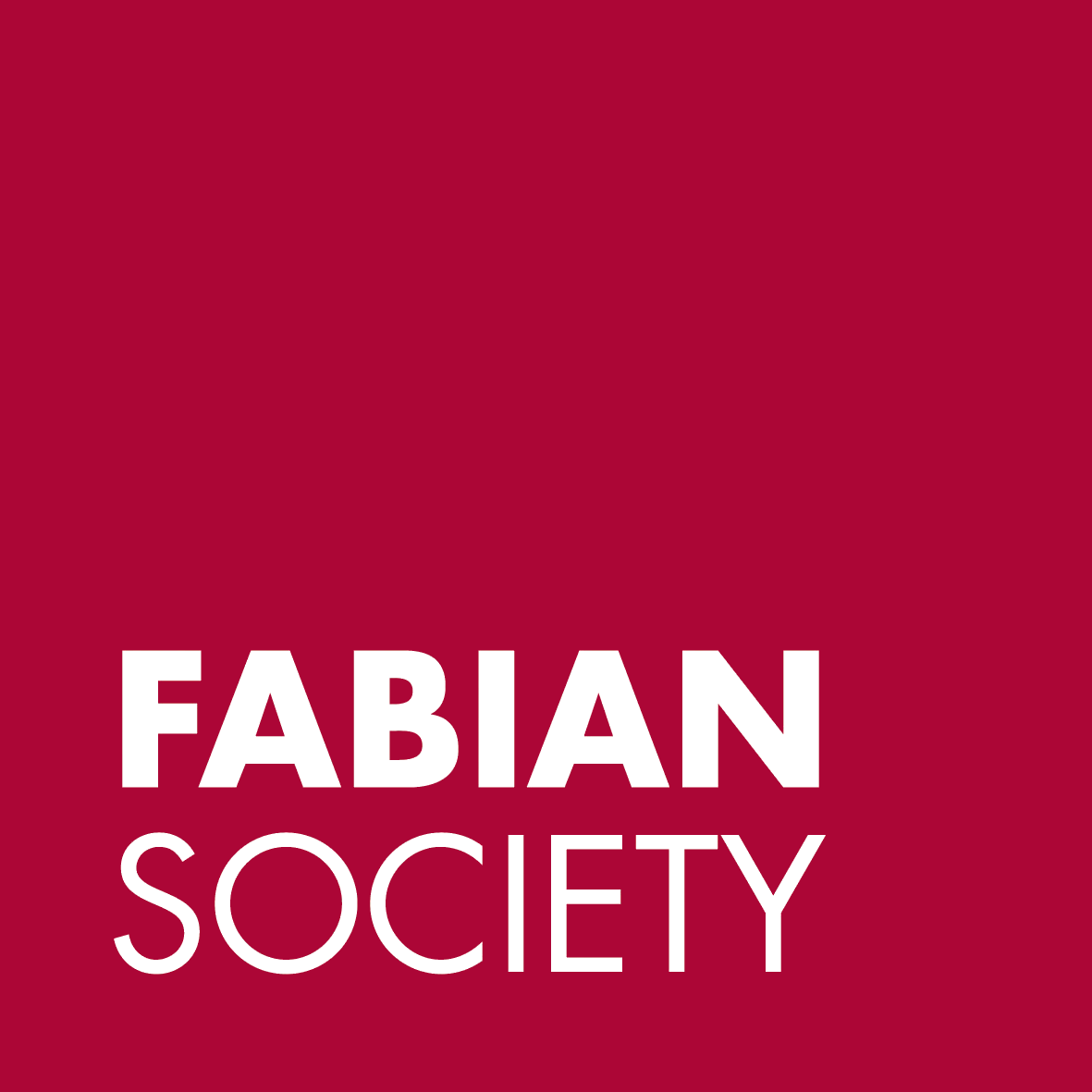
Logo moderno della Fabian Society

Alla Fabian Society si riconosce di aver conseguito la maggior parte dei suoi obiettivi, dal momento che molte delle riforme proposte sono state attuate durante e dopo la Grande depressione. L'emergere del welfare state deve molto agli sforzi e al lavoro intellettuale della Fabian Society.
A partire dalla fine del Novecento, la Società ha vissuto una rinascita, con una adesione che è andata aumentando dal 1997. Nel parlamento britannico per il primo decennio del XXI secolo vi sono più membri del Partito Laburista (al quale la Società è oggi affiliata) che appartengano alla Fabian Society, che deputati conservatori e liberaldemocratici insieme. La terza via del Labour ha anch'essa delle radici fabiane.
Tony Blair ha promosso il restauro della cosiddetta "Finestra fabiana", ideata da George Bernard Shaw, riconoscendo il debito della sua ideologia agli intellettuali di provenienza fabiana (difatti la Società si è spostata in gran parte dal gradualismo che conduce al socialismo al riformismo che accetta il sistema capitalistico).
Si può dire che molti partiti socialdemocratici abbiano tratto ispirazione dalla Fabian Society; tuttavia molti altri partiti che propugnano l'azione parlamentare richiamandosi al socialismo si definiscono "gradualisti".

## Il fabianesimo fuori dal Regno Unito
La grande influenza sul laburismo britannico e anglofono del movimento ha fatto sì che esso divenisse uno dei principali ispiratori della socialdemocrazia internazionale. Un'influenza diretta o indiretta dei fabiani si ebbe su molti movimenti; per esempio sul socialismo liberale di Carlo Rosselli (fondatore, col fratello Nello, del gruppo antifascista Giustizia e Libertà), e tutte le sue derivazioni, come il Partito d'Azione.
In Italia, il teorico della socializzazione dell'economia dell'ultimo fascismo, Nicola Bombacci, si ispirò ad alcune idee della Fabian Society.
Il Movimento Comunità di Adriano Olivetti fu in seguito l'unico partito italiano che si rifece esplicitamente al fabianesimo, tra le sue ispirazioni principali assieme al federalismo, al liberalismo sociale e alla socialdemocrazia.

## Critica
I Fabiani non furono esenti da critiche da parte dei loro contemporanei e non solo. Tra i loro critici spicca lo storico Eric Hobsbawm, il quale basò i suoi giudizi nei confronti della Società sul fatto che i membri di questa non provenissero dalla classe operaia; al contrario, il gruppo era anomalo in quanto si trattava di un'organizzazione socialista della classe media e in Gran Bretagna non era consuetudine avere dei giovani intellettuali che simpatizzavano per gli ideali socialdemocratici. Di qui, ecco alcune delle "mitologiche pretese", come le definisce Hobsbawm stesso, dei Fabiani:
- I Fabiani non sono stati gli ispiratori, né i pionieri del Labour Party, come hanno più volte essi stessi asserito. Pare certo che l'ILP (Partito Laburista Indipendente) e il Labour Party sarebbero sorti senza la loro assistenza[16]
- Il loro fallimento è mitigato dalla loro attività indefessa, dalla loro abilità di redattori di opuscoli e progetti amministrativi[16]
- In realtà quel fallimento fu dovuto alla loro atipicità: non appartenevano né alla corrente liberale, né a quella operaia della politica inglese[16]
- Non rientravano nella tradizione politica inglese e, per quanto si vantassero del loro realismo politico, non si rendevano conto di tale stato di cose[16]

Lev Trotsky pensava che il fabianesimo fosse un subdolo tentativo di salvare il capitalismo dalla furia della classe operaia. Ha scritto: 
Altre critiche vennero per il sostegno di Shaw e altri membri all'eugenetica (peraltro diffusa in molti ambienti scientifici, per influsso dei lombrosiani) e all'Unione Sovietica negli anni '30. Tali critiche si levavano da vari ambienti, spesso complottistici o fondamentalisti cattolici, ostili al concetto di internazionalismo socialista sostenuto da alcuni esponenti del fabianesimo. Spesso tali ambienti conservatori abbracciavano teorie cospirazioniste e contestavano ai fabiani di essere membri di una società segreta e manipolatrice, talvolta travisando gli stessi loro scritti.